# 独立 (以色列政党)
独立（希伯来语：סיעת העצמאות, Sia'at Ha'Atzma'ut），以色列政党，2011年1月17日，以色列国防部长埃胡德·巴拉克宣布脱离以色列工党，另立新党，一起组党的其他成员有农业部长西姆可恩(Shalom Simchon)、国防部副部长维尔奈(Matan Vilnai)等。该党立场为中间党派，自称“中间的、犹太主义的、民主的”。建立時在以色列国会中占有5个席位，但隨著黨主席巴拉克在2012年宣佈退出政壇後，該黨亦宣佈不會參加2013年以色列議會選舉，並且在2012年12月解散。

## 议会成员
独立党在议会中的议员有5人：
- 埃胡德·巴拉克
- 西姆可恩(Shalom Simchon)
- 维尔奈(Matan Vilnai)
- Orit Noked
- Einat Wilf